# Prasinocyma hiaraka
Prasinocyma hiaraka là một loài bướm đêm trong họ Geometridae.